# يغموش حرجي
يغموش حرجي (الاسم العلمي:Amblyomma sylvaticum) هو نوع من الحيوانات يتبع جنس اليغموش من فصيلة اللبوديات الصلبة.